# جامع النبي دانيال (كركوك)
جامع النبي دانيال عبارة عن مسجد شيد على قبر يعتقد البعض أنه يضم جسد النبي دانيال، ويقع المسجد ضمن قلعة كركوك في العراق، وكان مبنى الجامع هو أحد المعابد اليهودية ثم تحول إلى كنيسة مسيحية ليبنى عليها فيما بعد المسجد في العهد الإسلامي. ويحتوي الجامع على منارة مئذنة أثرية قديمة يعود تاريخها إلى عهد الدولة العثمانية، بالإضافة إلى أقواس وأعمدة يرجع طراز بناءها إلى أواخر العصر المغولي أو بداية العصر التيموري (أي حدود القرن التاسع الهجري ـ الخامس عشر الميلادي)، ومئذنة هذا الجامع بنيت من الطابوق، وهي بمثابة نقطة استدلال تشاهد من جميع أجزاء القلعة، وفي الجامع أقواس وعقود لا تزال قائمة وجالسة على قاعدة مثمنة بجانبها المنارة، وبني الجامع على أنقاض أقواس مبنى قديم. ويحتوي المسجد على قبتين، ويبلغ مساحة المسجد 400 متر مربع، ويسع المصلى أكثر من 150 مصل.
والمرقد ذو أهمية في نفوس المحيطين بهِ من أهالي مدينة كركوك، ومن أهم الشخصيات التي تولت منصب الإمامة في الجامع شاعر كركوك الشيخ سيد محمد.
وكان المسجد يستخدم في السابق للصلاة لكن هذا انتهى عندما تمت الدعوة لهدم قلعة كركوك في عام 1997 لأمر التركمان بالهجرة. إلا أن الزيارات إلى المسجد وضريحه لم تتوقف.

## مقابر قلعة كركوك

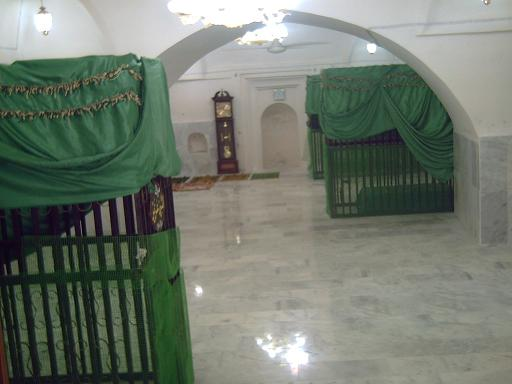
مرقد النبي عزير على اليسار والنبي دانيال والنبي حنين على اليمين

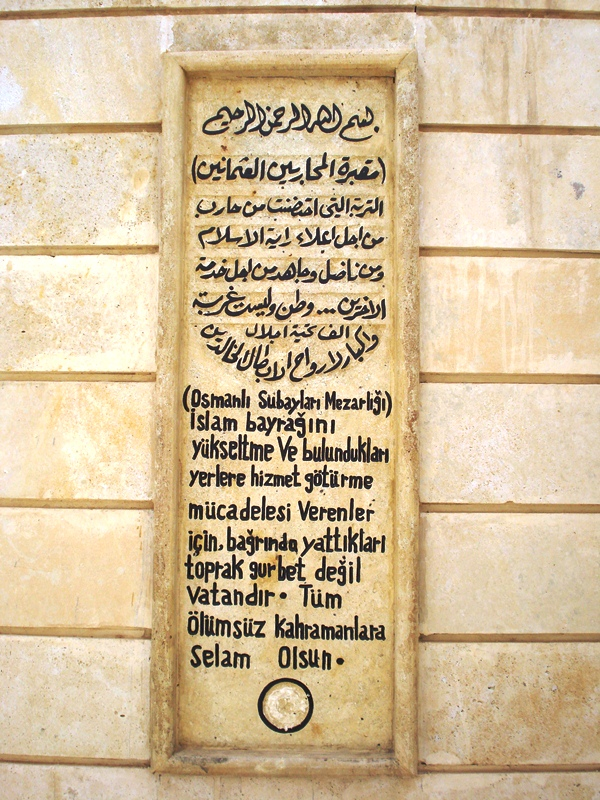
مقبرة الجنود العثمانيون في كركوك

يحتوي جامع النبي دانيال على ثلاثة أضرحة يعتقد انها تعود إلى النبي دانيال والنبي حنين والنبي عزير.
وقرب المرقد مقبرة تابعة لجنود جيش الدولة العثمانية، حيث تم بناء المرقد وتعميره أثناء العهد العثماني، في القرن الخامس عشر الميلادي، ونتيجة للاحترام الكبير والمحبة الفائقة التي كان يكنها أهل كركوك للمسيحيين واليهود ولشخص النبي دانيال قام أهل كركوك القدماء بدفن موتاهم بجانب مسجد النبي دانيال حيث تعتبر المقبرة الموجودة بجانب المسجد من أقدم المقابر في مدينة كركوك.

## أماكن أخرى

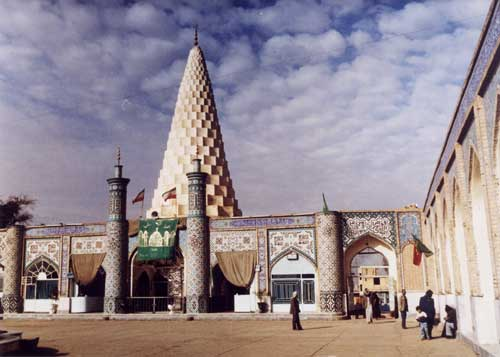
مقام النبي دانيال في إيران في مدينة سوسة

يوجد مقابر أخرى يعتقد انها تعود إلى النبي دانيال أحدها هو مقام النبي دانيال في إيران ويقع في مدينة سوسة، ويوجد ضريح قبر آخر في جزيرة قبرص،
كما توجد مدينة صغيرة على بعد مئات الأمتار عن مدينة اللد في فلسطين تعرف ببلدة دانيال أسوة بمقام النبي دانيال.
كما يوجد مسجد آخر باسم النبي دانيال في مدينة الموصل الحدباء في منطقة حضيرة السادة وبالأخص في منطقة تسمى محلة اليهود وهو قديم جدا يعود إلى مئات السنين ويحكى انه كان كنيسة ويرتاده الكثير من الزائيين من البلدان المجاورة ومثبت رسمياً في دوائر التسجيل العقاري وبلدية الموصل باسم جامع النبي دانيال.
كما يوجد مسجد النبي دانيال في مدينة الاسكندرية فيهِ ضريح ينسب إلى النبي دانيال وبجواره ضريح ينسب إلى لقمان الحكيم.